# La voz dormida
La voz dormida (no Brasil: A Voz Adormecida) é um filme dirigido por Benito Zambrano, e baseado no romance homônimo de Dulce Chacón. Foi filmado em 2011, e suas gravações aconteceram principalmente em uma antiga prisão de Huelva.
Em setembro de 2011, foi pré-selecionado pela Academia de Cinema da Espanha junto a Pa negre e La piel que habito para competir pelo Oscar de melhor filme estrangeiro, representando a Espanha. Finalmente, acabou selecionado como representante o filme Pa negre.

## Enredo
A história trata da repressão franquista durante o pós-guerra espanhol. Pepita (María León) é uma andaluza que se instala em Madrid, onde está presa a sua irmã Hortensia (Inma Cuesta), que está grávida e dará a luz no cárcel. Pepita se apaixona por um guerrilheiro chamado Paulino (Marc Clotet) e fará de tudo para ganhar a guarda da filha de sua irmã condenada a morte.

## Elenco

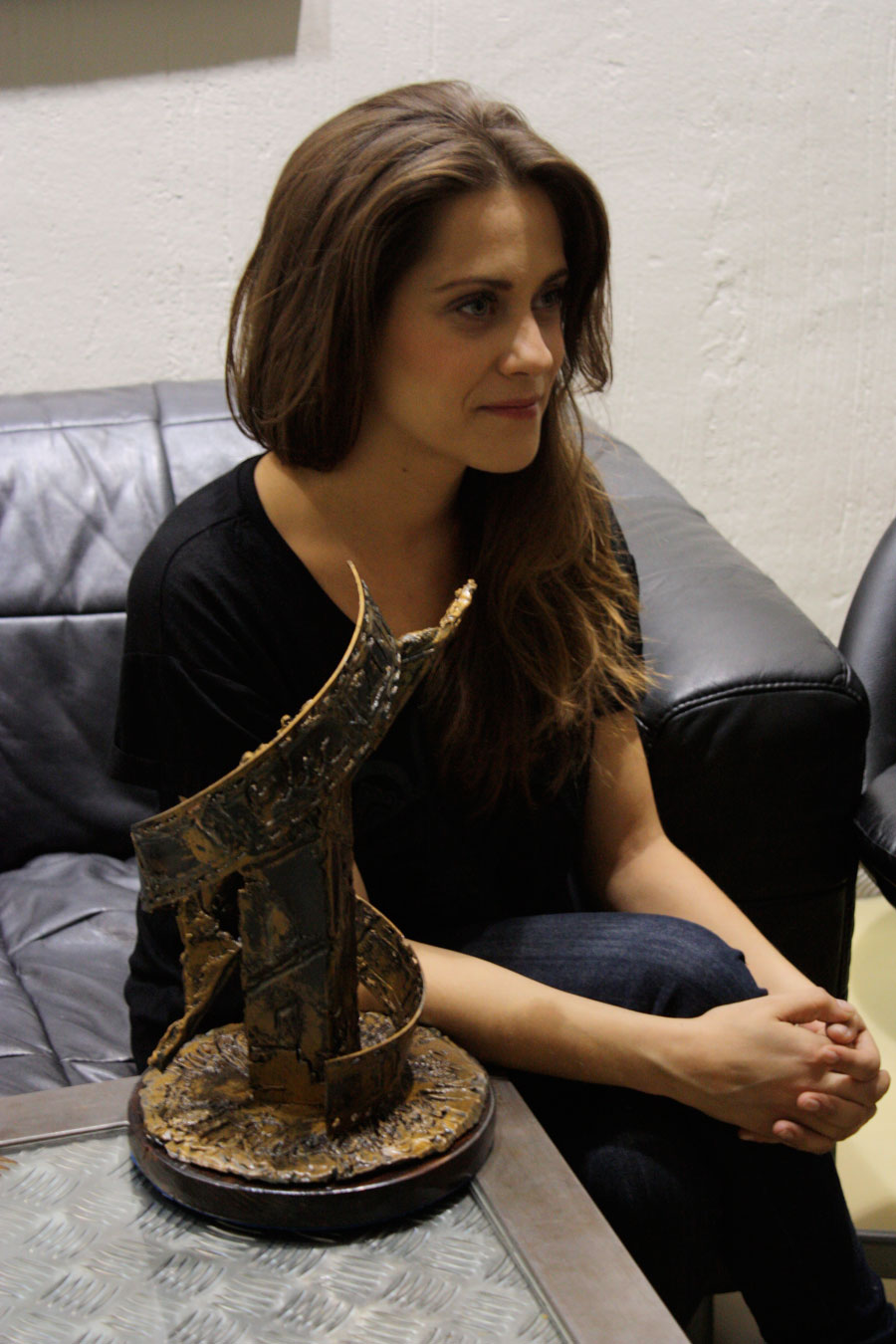
María León com o prêmio de melhor interpretação do Festival del Cine y la Palabra (CiBRA) pelo seu papel em La voz dormida.

- Inma Cuesta como Hortensia Rodríguez García.
- María León como Josefa "Pepita" Rodríguez García.
- Marc Clotet como Paulino González.
- Daniel Holguín como Felipe Vargas Caballero.
- Miryam Gallego como doña Amparo.
- Meri Rodríguez como Jessica.
- Susi Sánchez como Sor Serafines.
- Javier Godino como el secretario del obispo
- Ana Wagener como Mercedes.
- Antonio Dechent como Juez instructor.
- María Garralón como doña Julia
- Berta Ojea como Florencia "La Zapatones".
- Emilio Linder como el Comisario de Gobernación
- Ángela Cremonte como Elvira.
- Begoña Maestre como Amalia.
- Javier Mora como Alberto
- Juan Amén como Genaro.
- Amaia Lizarralde como La Topete.
- Julio Vélez como Policía secreta.
- Lluís Marco como Don Gonzalo.
- Fermí Reixach como capellán de la cárcel.
- Jesús Noguero como don Fernando
- Joaquín Perles como Teniente Sierra.
- Lola Casamayor como Reme.
- Charo Zapardiel como Tomasa
- Manuel García Merino como Cura.
- Arantxa Aranguren como Conchita
- Amparo Vega León como Sole
- Marta Bódalo como Sor Andrea
- Teresa Calo como doña Celia
- Eduardo Marchi como don Javier

## Prêmios
- Festival Internacional de Cinema de San Sebastián

| Ano  | Categoria                         | Candidata  | Resultado |
| ---- | --------------------------------- | ---------- | --------- |
| 2011 | Concha de Plata a la mejor actriz | María León | Vencedora |

- XXVI edição dos Prémios Goya[6]

| Categoria                | Candidato                              | Resultado |
| ------------------------ | -------------------------------------- | --------- |
| Melhor filme             | Melhor filme                           | Indicado  |
| Melhor diretor           | Benito Zambrano                        | Indicado  |
| Melhor atriz             | Inma Cuesta                            | Indicada  |
| Melhor atriz coadjuvante | Ana Wagener                            | Vencedora |
| Melhor atriz revelação   | María León                             | Vencedora |
| Melhor ator revelação    | Marc Clotet                            | Indicado  |
| Melhor roteiro adaptado  | Benito Zambrano Ignacio del Moral      | Indicados |
| Melhor canção original   | Nana de la hierbabuena Carmen Agredano | Vencedora |
| Melhor figurino          | María José Iglesias García             | Indicada  |

- XXI edição dos Premios Unión de Actores

| Categoría                | Candidato       | Resultado |
| ------------------------ | --------------- | --------- |
| Melhor atriz             | Inma Cuesta     | Indicada  |
| Melhor atriz             | María León      | Vencedora |
| Melhor atriz coadjuvante | Ana Wagener     | Vencedora |
| Melhor atriz coadjuvante | Charo Zapardiel | Indicada  |

- XXIII edición de los Premios Yoga

| Categoria  | Resultado |
| ---------- | --------- |
| Pior filme | Vencedor  |